# 波普拉格羅夫 (印地安納州霍華德縣)
波普拉格羅夫（英語：Poplar Grove）是位於美國印地安納州霍華德縣的一個非建制地區。該地的面積和人口皆未知。